# Exochus rufipleuralis
Exochus rufipleuralis là một loài tò vò trong họ Ichneumonidae.